# کلیسای کاتولیک در کره جنوبی
کلیسای کاتولیک در کره جنوبی (انگلیسی: Catholic Church in South Korea) بخشی از کلیسای کاتولیک جهانی، تحت رهبری معنوی پاپ در رم است. در پایان سال ۲۰۱۷، ۵٬۸۱۳٬۷۷۰ عضو (۱۱٫۰٪ از جمعیت) با ۵٬۳۶۰ کشیش و ۱٬۷۳۴ کلیسای داشت.